# 感知陷阱
感知陷阱（英語：perceptual trap）是环境变化（通常是人为的）导致生物体避开高质量的棲息地的一种生态学情景。这一概念与生态陷阱相关，生态陷阱指的是环境变化导致偏好低质量栖息地。

## 历史
在2004年一篇讨论源-汇动态的论文中，James Battin未区分高质量栖息地是被偏好还是避开的不同情景，而将两者都视为“源”。后一种情况，即避开了高质量的栖息地，在2007年首次被Gilroy和Sutherland视为一种重要现象，他们称之为“被低估的资源”。“感知陷阱”一词最早于由Michael Patten和Jeffrey Kelly在2010年的一篇论文中提出。但Hans Van Dyck认为该术语有误导性，因为感知同时还是其他种类的陷阱的重要组成部分。

## 描述
动物使用不同的环境线索来选择栖息地。如果环境线索变化导致生物体避开高质量栖息地，则构成了感知陷阱。因此，它不同于简单的栖息地回避（后者即使考虑了栖息地的质量，仍可能是正确的决策）。感知陷阱的概念与生态陷阱相关，后者指环境变化导致对低质量栖息地的偏好。自然选择会对生态陷阱有强烈的淘汰效果，但不一定对感知陷阱有，因为阿利效应可能限制在高质量栖息地建立新种群的能力。
|            |      | 棲息地品質       | 棲息地品質       |
| 高         | 低   |                  |                  |
| ---------- | ---- | ---------------- | ---------------- |
| 棲息地選擇 | 偏好 | 適應性選擇（源） | 生态陷阱         |
| 棲息地選擇 | 迴避 | 感知陷阱         | 適應性選擇（匯） |

## 案例

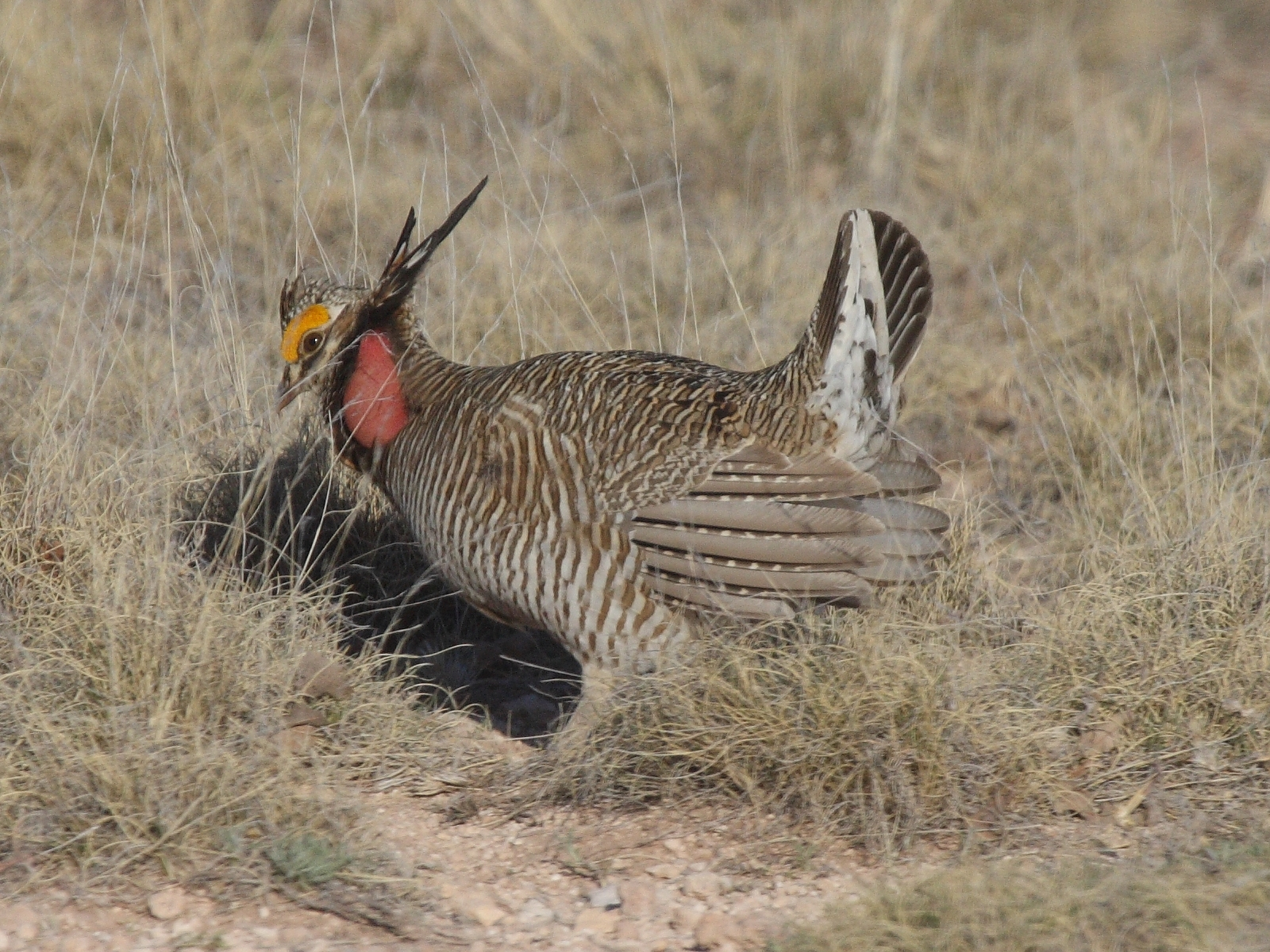
Patten和 Kelly提出感知陷阱作用小草原松鸡种群

为了支持感知陷阱这一概念的提出，Patten和Kelly给出了对小草原松鸡（Tympanuchus pallidicinctus）的一项研究。该物种的自然环境是哈伐地栎（Quercus havardii）草原，经常用丁噻隆除草剂处理以增加牧草覆盖率。除草剂处理导致灌木覆盖减少，这是一种栖息地线索，导致雌性小草原松鸡避开了栖息地而选择未经除草剂处理的区域。然而，在除草剂处理区域筑巢的雌性与未处理区域的雌性相比，筑巢成功率更高，巢的规模也更大。Patten和Kelly认为，丁噻隆处理对筑巢成功的不利影响完全能够被各种因素抵消，例如牧草覆盖的增加使巢穴更隐蔽。因此，雌鸟错误地避开了高质量的栖息地。Patten和Kelly还引用了斑唧鹀（Pipilo maculatus）和棕顶猛雀鹀（Aimophila ruficeps）的案例，认为这些也可能是感知陷阱，牠们往往会避开栖息地碎片，而实际上在栖息地碎片中筑巢的鸟，因为被蛇捕食的概率减小，筑巢成功率反而更高。